# Італо Феррейра

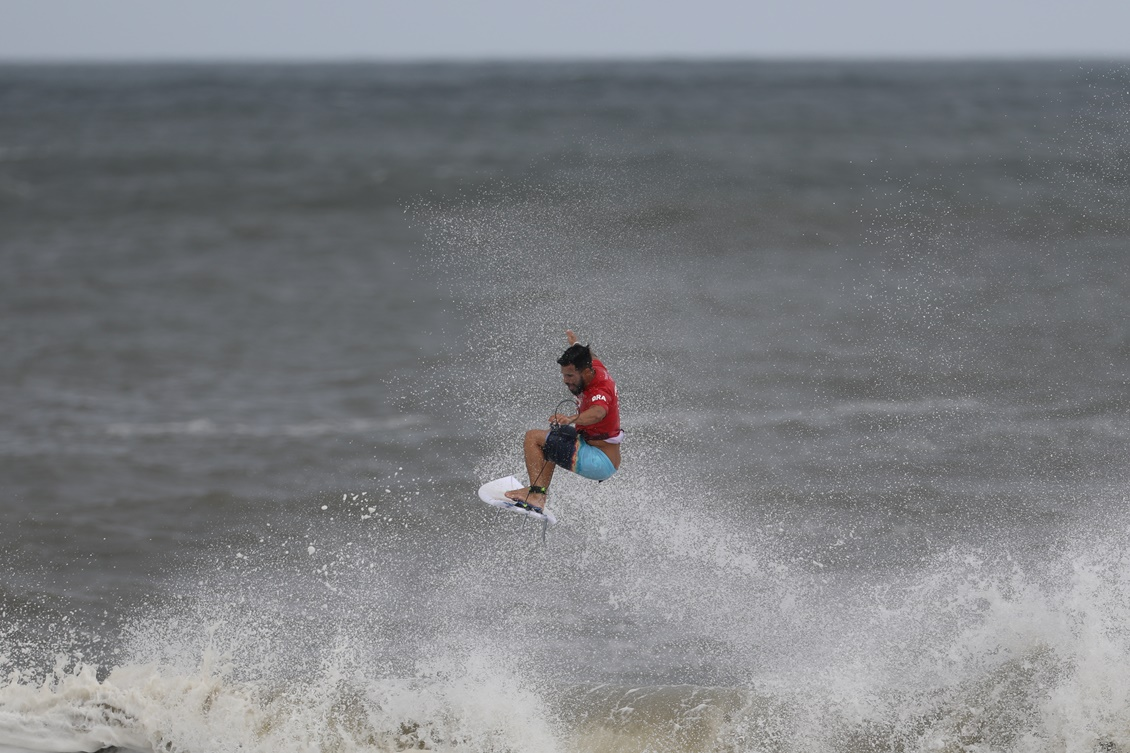
Літні Олімпійські ігри 2020

Італо Феррейра (порт. Ítalo Ferreira; нар. 6 травня 1994 р.) — бразильський професійний серфер, який з 2015 року брав участь у турнірі Світової ліги серфінгу серед чоловіків. Феррейра виграв світовий титул у Всесвітній лізі із серфінгу 2019 року.  Він виграв нагороду «Новачок року» після того, як посів 7-е місце у турнірі чемпіонату світу за версією WSL 2015 року, обігнавши інших новобранців 2015 року Вігголлі Дантаса (15-е місце), Кіану Асінга (20-е), Рікардо Крісті (31-е) та Метта Бантінга (33-е) ).   27 липня 2021 року Італо Феррейра виграв першу золоту медаль із серфінгу серед чоловіків на літніх олімпійських іграх у Токіо. 

## Кар'єра

### Перемоги
| WCT Перемога     |                             |                       |            |
| Рік              | Подія                       | Місце проведення      | Країна     |
| 2018             | Пляж Rip Curl Pro Bells     | Bells Beach, Вікторія | Австралія  |
| 2018             | Corona Балі Protected       | Керамас, Балі         | Індонезія  |
| 2018             | MEO Rip Curl Pro Португалія | Супертубос, Пеніше    | Португалія |
| 2019             | Quiksilver Pro Gold Coast   | Квінсленд             | Австралія  |
| 2019             | MEO Rip Curl Pro Португалія | Супертубос, Пеніше    | Португалія |
| 2019             | Billabong Pipeline Masters  | Банзай, Пайплайн      | Гаваї      |
| WQS Перемога     |                             |                       |            |
| Рік              | Подія                       | Місце проведення      | Країна     |
| Юніори Переможці |                             |                       |            |
| Рік              | Подія                       | Місце проведення      | Країна     |
| 2011             | Quiksilver Pro Junior       | Ріо-де-Жанейро        | Бразилія   |
| 2011             | Mormaii Pro Junior          | Гаропаба              | Бразилія   |

### Турнір Чемпіонату світу зі серфінгу
| Турнір                      | 2015      | 2016      | 2017      | 2018      | 2019      |
| --------------------------- | --------- | --------- | --------- | --------- | --------- |
| Quiksilver Pro Gold Coast   | 9-й       | 13-й      | 5-й       | 13-й      | 1-й       |
| Пляж Rip Curl Pro Bells     | 25-й      | 3-й       | INJ       | 1-й       | 5-й       |
| Margaret River Pro          | 13-й      | 3-й       | INJ       | 13-й      | 5-й       |
| Oi Rio Pro                  | 3-й       | 9-й       | INJ       | 13-й      | 17-й      |
| Corona Bali Pro             | -         | -         | -         | 1-й       | 17-й      |
| Corona Open J-Bay           | 13-й      | 13-й      | 13-й      | 25-й      | 2-й       |
| Tahiti Pro Teahupoo         | 5-й       | 13-й      | 13-й      | 5-й       | 17-й      |
| Freshwater Pro              | -         | -         | -         | 13-й      | 9-й       |
| Quiksilver Pro Франція      | 5-й       | 13-й      | 25-й      | 13-й      | 2-й       |
| MEO Rip Curl Pro Португалія | 2-й       | 13-й      | 13-й      | 1-й       | 1-й       |
| Billabong Pipeline Masters  | 13-й      | 13-й      | 5-й       | 13-й      | 1-й       |
| Фіджі Pro                   | 5-й       | 13-й      | 9-й       | -         | -         |
| Hurley Pro на Trestles      | 9-й       | 13-й      | 13-й      | -         | -         |
| Місце                       | 7-й       | 15-й      | 22-й      | 4-й       | 1-й       |
| Заробіток                   | $171, 000 | $146, 750 | $102, 750 | $398, 000 | $391, 600 |